# 자넷 놀런
저넷 놀런(Jeanette Nolan, 영어 발음: /dʒəˈnɛt/, 1911년 12월 30일 ~ 1998년 6월 5일)는 미국의 배우이다.

## 출연 작품
- 호스 위스퍼러 (1998년) - 엘렌 부커 역
- 론리 하트 (1987년)
- 고리아스 어웨이트 (1981년) - 미시즈 바소로미우 역
- 고백 (1981년)
- 토드와 코퍼 (1981년)
- 머슬 비치의 허슬러 (1980년)
- 의문의 호출 (1979년)
- 어밸런취 (1978년)
- 롱스트리트 (1971년)
- 제6지대 (1970년)
- 닥터 게논 (1969년)
- 마이 블러드 런스 콜드 (1965년)
- 리버티 벨런스를 쏜 사나이 (1962년)
- 투 로드 투게더 (1961년)
- 싸이코 (1960년)
- 딥 식스 (1957년)
- 트리뷰 투 어 배드 맨 (1956년)
- 빅 히트 (1953년)
- 해피 타임 (1952년)
- 워즈 앤 뮤직 (1948년)
- 맥베드 (1948년)

### 텔레비전
- 꿈꾸는 낙원 (1978년)
- 나의 세 아들 (1960년)
- 서부의 파라딘 (1957년)
- 페리 메이슨 (1957년)
- 딜론 보안관 (1955년)
- 디즈니랜드 (1954년)
- 형사 Q (1976년)